# ۱۲۴۹ (میلادی)
۱۲۴۹ (میلادی) هزار و دویست و چهل و نهمین سال تقویم میلادی است.

## درگذشتگان
‎